# Котаро Судзумура
Котаро Судзумура (яп. 鈴村 興太郎, Suzumura Kōtarō; 7 січня 1944, Токонаме, Японія — 15 січня 2020, Токіо) — японський економіст, емерит-професор університету Хітоцубасі, емерит-професор університету Васеда.

## Біографія
Народився 7 січня 1944 року в японському містечку Токонаме префектури Айті. Пройшов навчання в університеті Хітоцубасі, де 1966 року здобув ступінь бакалавра економіки, 1968 року — ступінь магістра в галузі економіки, а 1971 року — докторський ступінь у Вищій школі університету Хітоцубас.
Викладацьку кар'єру розпочав на кафедрі економіки університету Хітоцубасі на посаді викладача у 1971—1973 роках. Продовжив як доцент Інституту економічних досліджень Кіотського університету у 1973—1982 роках. Після чого повернувся до університету Хітоцубасі як доцент у 1982—1984 роках, а у 1984—2008 роках призначений професором кафедри економіки Інституту економічних досліджень при університеті Хітоцубасі. 2008 року став емерит-професором університету Хітоцубасі. У 2008—2014 роках обіймав посаду професора у Школі політичних наук та економіки при університеті Васеда. 2014 року став емерит-професором університету Васеда.
У 1973—1974 роках читав лекції як запрошений науковий співробітник на кафедрі економіки Кембриджського університету. З 1974 по 1976 рік викладав на кафедрі економіки Лондонської школи економіки та політичних наук. У 1979—1980 роках був доцентом кафедри економіки Стенфордського університету. 1986 року читав лекції як запрошений науковий співробітник на кафедрі економіки та комерції в Австралійському національному університеті, 1987 року — на кафедрі економіки в Пенсільванському університеті і наступного року — на кафедрі економіки коледжу всіх душ Оксфордського університету, 1993 року — на кафедрі економіки в Гарвардському університеті.
Наукову роботу почав 1984 року редактором журналу «Social Choice and Welfare», у 1984—1986 роках був редактором журналу «The Japanese Economic Review», у 1986—1991 роках — редактором журналу «Journal of the Japanese and International Economies», а в 1986—2020 роках — журналу «Journal of Industrial Economics».
У 1990—1992 роках працював генеральним директором Токійського центру економічних досліджень. У 1990—2020 роках був членом Економетричного товариства, у 2011—2020 роках — Академії наук Японії. У 1999—2000 роках був президентом Японської економічної асоціації, після призначений головою Товариства громадського вибору та добробуту у 2000—2001 роках, обіймав посаду віцеголови Наукової ради Японії у 2006—2011 роках, протягом року був президентом.
Помер 15 січня 2020 року в лікарні в Токіо від раку підшлункової залози.

## Основні ідеї
Досліджуючи економіку добробуту та теорію суспільного вибору, ввів поняття консистенція Судзумура, яка згодом стала активно використовуватись і доповнюватись.
У своїх роботах зазначає, що:
- аксіоматична характеристика раціонального вибору — цілеспрямована дія;
- існує логічний конфлікт між справедливістю та ефективністю, пов'язуючи теорію справедливості та теорію громадського вибору;
- добробут — це ефект конкуренції, а не те, що конкуренція — ефективний механізм розподілу ресурсів;
- рівень можливостей для вибору та процедур для вибору лежить поза консеквенціалізмом[10].

## Нагороди
За численні праці неодноразово нагороджений:
- 1984 — премія Ніккей для книг з економіки;
- 1988 — премія Ніккей для книг з економіки;
- 2004 — медаль Пошани з пурпурною стрічкою (Японія);
- 2006 — премія Академії наук Японії;
- 2011 — член Академії наук Японії;
- 2017 — орден Священного скарбу з золотою та срібною зіркою «на знак визнання його багаторічних досягнень у галузі освіти та наукових досліджень і внеску в академічну науку в Японії»[12];
- 2017 — заслужений діяч культури Японії[en] «за визначні досягнення в галузі теорії соціального вибору й економіки добробуту, а також за провідну роль в економічному суспільстві»[13].